# 朝鮮藝術交流協會
朝鮮藝術交流協會（朝鲜语：／）是朝鮮負責對外文化藝術交流的組織。成立於1980年8月，位於平壤直轄市中區域的國際文化會館。其宗旨是對外介紹朝鮮藝術的發展成果與經驗，與世界各國展開文化藝術交流與合作。
該協會曾率領朝鮮革命歌劇《血海》、《賣花姑娘》等走向海外，普及朝鮮民族的傳統藝術。

## 外部連結
- 朝鲜艺术交流协会 （页面存档备份，存于）
- 探索朝鲜艺术交流协会走来的日子